# Paradoxe de l'omnipotence

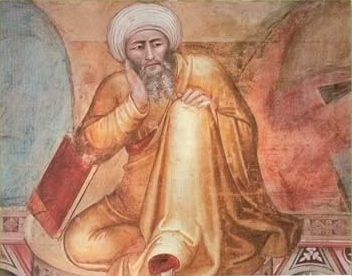
Averroès (1126 - 1198), un philosophe qui s'est intéressé au paradoxe de la toute-puissance, notamment dans le Tahafut al-Tahafut.

Le paradoxe de l'omnipotence ou paradoxe de la toute-puissance est constitué d’une famille de paradoxes portant sur la définition de ce qu'un être tout-puissant est capable de faire ; la question cruciale étant de savoir si un être tout-puissant peut agir de façon à réduire sa propre capacité à accomplir n'importe quelle action. Si cet être peut agir de la sorte, il ne peut donc plus accomplir n'importe quelle action. S'il ne peut pas limiter le champ de ses actions, alors il ne peut pas accomplir n'importe quelle action.
Ce paradoxe est souvent formulé au sujet du Dieu des religions abrahamiques, mais il pose une question d'ordre logique avant même de considérer la question de la religion. 
Une des versions du paradoxe de la toute-puissance, dite « paradoxe de la pierre », l'exprime de la façon suivante : « Un être tout-puissant pourrait-il créer une pierre si lourde qu'il ne puisse pas lui-même la porter ? ». S'il le peut, il cesserait d'être tout-puissant ; s'il ne le peut pas, c'est qu'il n'est pas tout-puissant.

## Point de vue religieux

### Christianisme
Le paradoxe de la toute-puissance est abordé de façon indirecte par le pape Pie X dans le catéchisme qu'il publia en 1912 pour les enfants du diocèse de Rome.
La question 10 de ce Catéchisme demande : «  Dieu peut-il tout faire ? » La réponse est affirmative, mais précise la notion de toute-puissance en y associant la notion de volonté : « Dieu peut faire tout ce qu'il veut ; il est le Tout-Puissant ». La question 11 demande alors : « Dieu peut-il faire le mal ? » La réponse donnée est : « Dieu ne peut pas faire le mal, parce qu'il ne peut pas le vouloir, étant la bonté infinie ».

## Point de vue philosophique

### Analyse thomiste
Le paradoxe de la toute-puissance peut être analysé comme une impossibilité logique, mais pas nécessairement : Thomas d'Aquin voit en lui le résultat de notre incapacité humaine à comprendre ce qu'est réellement la toute-puissance. En résumé, le problème viendrait de l’ambiguïté du verbe « pouvoir », qui, dans notre langue, désigne :
- tantôt une réelle puissance (« je peux voir », « je peux comprendre », « je peux décider librement »),
- tantôt une simple possibilité logique, qui correspond en fait à une faiblesse (« je peux tomber », « je peux perdre », « je peux mourir »).

Pour Thomas d’Aquin, en disant que Dieu « ne peut pas » mourir, ni s’autodétruire, ni vouloir une chose contradictoire, on ne refuse à Dieu aucune puissance réelle ; c’est une impuissance, une faiblesse qu’on exclut. Le paradoxe vient de ce que cette impuissance est conçue par notre esprit de façon positive comme une possibilité (« pouvoir mourir »), alors qu’elle n’est, en réalité, qu’un manque de puissance. Thomas évoque également l'irréversibilité du temps voulue par Dieu pour ordonnancer les choses : Dieu peut rendre tous les attributs de la virginité à une femme déflorée, mais ne peut pas faire pour autant qu'elle ne l'ait jamais été, car ce serait sinon avoir voulu une chose et vouloir qu'elle n'ait pas eu lieu, ce qui serait incohérence. 
Thomas d'Aquin n'a pas traité du paradoxe de la toute-puissance sous sa forme moderne (« paradoxe de la pierre » : Un être tout-puissant pourrait-il créer une pierre si lourde qu'il ne puisse pas lui-même la porter ?), mais il aborde la question de la toute-puissance divine et de ses limites.
Pour Thomas d'Aquin, Dieu peut faire tout ce qu'il veut, mais il ne peut pas se contredire lui-même. Il ne peut donc pas vouloir en même temps une chose et son contraire (un cercle carré, par exemple). 

### Analyse scotiste
Duns Scot remet en question la solution thomiste en considérant que la Toute-Puissance de Dieu n'est pas soumise aux règles de notre logique. Elle pourrait donc aller jusqu'à l'absurde. Cette vision de la toute-puissance divine est plus ou moins reprise au XVIIe siècle par René Descartes.

### Analyse selon la logique moderne
Pour analyser le paradoxe selon la logique moderne, Peter Geach distingue et rejette quatre notions de toute-puissance. Il définit ensuite et défend une moindre notion de la toute-puissance de Dieu 
Voici, selon Peter Geach, ces diverses notions de la toute-puissance (correspondant à des niveaux différents de toute-puissance) : 
1. – Y est absolument tout-puissant signifie que Y peut faire absolument toute chose, tout ce qui peut être exprimé dans un assemblage de mots même si cela peut être contradictoire, Y n’étant pas lié dans son action, comme nous le sommes par la pensée et les lois de la logique[6]. C’est un point de vue avancé par Descartes et présentant l’avantage théologique de détacher Dieu des lois de la logique, mais avec également le désavantage théologique de rendre suspectes les prémices de Dieu. Sur ces bases, le paradoxe de toute-puissance est un paradoxe authentique, mais les paradoxes authentiques pourraient néanmoins être suspects.
2. – Y est tout-puissant signifie que Y peut faire X est vrai si et seulement si X est une description purement logique. Cette définition se rapproche du point de vue formulé par Thomas d’Aquin dans sa Somme théologique[7]. Cette définition de la toute-puissance résout certains des paradoxes associés mais ne satisfait pas tous les logiciens. Mavrodes objecte notamment qu'il n’y a rien de contradictoire à « créer quelque chose que son créateur ne peut pas soulever » (un homme pourrait construire un bateau qu’il ne pourrait pas soulever)[8]. Il ajoute qu'il serait étrange que des êtres humains puissent accomplir un tel exploit et qu’un être tout-puissant ne le puisse pas. De plus, cette définition de la toute-puissance ne suffit pas à éliminer le problème qui se pose quand X est moralement ou physiquement irréalisable pour un être comme Dieu.
3. – Y est tout-puissant signifie que « Y peut accomplir X » est vrai si et seulement si « Y accomplit X » est purement logique. Ici, l’idée est d’exclure toute action qui ne serait pas acceptable dans le champ de la logique pure pour ce qui concerne Y, même si ça peut l’être pour d’autres. Ici, Mavrode s’occupe du fait que X = « fabriquer quelque chose que son créateur ne peut soulever » n’est plus un problème parce que « Dieu fait X » n’est pas purement logique. Mais cette possibilité ne résout pas certaines questions morales comme X « dit un mensonge » ou temporelles comme X = « fait que Rome n’a jamais été construite »[6].
4. – Y est tout-puissant parce que chaque fois que « Y va accomplir X » est une possibilité logique, alors « Y peut accomplir X » est vrai. Cette formule interdit le paradoxe et au contraire de la définition 3, annule tout problème temporel concernant la possibilité qu’un être tout-puissant annule le passé. Cependant, Geach critique même cette version en tant que mauvaise compréhension des promesses de Dieu[6].
5. – Y est tout-puissant ne signifie pas que Y est plus puissant que toute créature, mais qu’aucune créature ne peut entrer en compétition avec lui. Dans cette formulation, il n’y a aucun paradoxe, mais peut-être parce que Dieu n’est alors pas considéré comme tout-puissant.

La notion de toute-puissance peut être appliquée à une entité de différentes manières. Un être qui est tout-puissant par nature est une entité toute-puissante. Au contraire, un être qui le serait par accident ne peut être tout puissant que pour une période limitée. Le paradoxe peut alors être appliqué différemment.

### Analyse d'un point de vue linguistique
Le philosophe autrichien Ludwig Wittgenstein s'est interrogé sur le paradoxe de toute-puissance au travers de sa formulation par le langage. Dans son Tractatus logico-philosophicus il reste dans le champ du positivisme logique jusqu'à la proposition 6.4, mais dans les suivantes il affirme que l'éthique, la volonté (« der Wille »), la mort et Dieu sont des sujets transcendantaux qui ne peuvent être abordés par le langage. Il soutient que « lorsque la réponse ne peut être formulée avec des mots, la question ne peut l'être non plus » (« Zu einer Antwort, die man nicht aussprechen kann, kann man auch die Frage nicht aussprechen ») (proposition 6.5).
Wittgenstein fait du paradoxe de toute-puissance un problème de sémantique dans lequel il convient d'étudier la signification des symboles. Dire que « ce n'est que de la sémantique » c'est dire que la question ne concerne que la définition des mots et non quelque chose ayant une importance dans le monde physique. Selon le Tractatus, même le fait de chercher à formuler le paradoxe de toute-puissance est sans valeur, puisque le langage ne saurait décrire les entités que le paradoxe évoque. La proposition finale de l'ouvrage résume ces considérations de la façon suivante : « ce dont on ne peut pas parler, il faut le taire » (« Wovon man nicht sprechen kann, darüber muss man schweigen ») (proposition 7). Cette approche a eu une certaine influence sur des penseurs religieux du XXe siècle comme D.Z.Phillips.
Cependant la pensée de Wittgenstein n'est pas restée figée et ses écrits ultérieurs contredisent les positions du Tractatus, comme si le Wittgenstein récent se comportait en critique de l'ancien Wittgenstein.

## Autres analyses
La philosophie n'est pas la seule à se pencher sur la question : l'ouvrage de John Barrow Impossibility cherche ainsi à délimiter l'espace des possibles en ce qui concerne le monde physique (voir aussi Gabriele Veneziano). René Thom montre la limitation stricte du nombre des objets qu'il nomme les catastrophes et qui régissent la morphogenèse. Et bien entendu la "dernière décimale de pi" ou "le plus grand de tous les nombres premiers" sont des expressions qui n'ont pas de sens, ce qui se démontre et aucune toute-puissance n'a donc à fournir leurs objets. Cependant, ce dernier problème s'applique toujours si on considère que l'omnipotence n'est pas soumis aux lois logiques et mathématiques, car un être bénéficiant d'une telle puissance doit en principe pouvoir fournir des objets qui n'ont "pas de sens", comme le plus grand nombre premier.

## Autres versions du paradoxe
Au VIe siècle, Pseudo-Denys prétend qu’il existe une version du paradoxe de toute-puissance dans la dispute entre St Paul et Elmyas le magicien mentionnée dans Actes des apôtres (13 : 8) sous la forme d’un débat sur la possibilité que Dieu puisse se renier lui-même Timothée 2 - 2 :13. Au XIe siècle, St Anselme défend le point de vue qu’il existe beaucoup de choses que Dieu ne peut pas faire, mais qu’il le considère néanmoins comme tout-puissant. 